# Blåsmanet
Blåsmanet (Physalia physalis), eller portugisisk örlogsman, är en manetliknande kolonial organism som tillhör klassen hydrozoer och som företrädesvis lever i tropiska vatten. Arten är ingen manet, utan ett kluster eller koloni av ett antal olika organismer med samma genetiska ursprung, så kallade zooider.

## Beskrivning
Den består av en gasblåsa från vilken näringsceller och nässelceller hänger ned. Längs dess tentakler har den nässelceller som reagerar och skjuter ut sitt gift vid beröring. Dessa tentakler kan bli upp till 50 meter långa, även om omkring 10 meter är den genomsnittliga längden. Den har en blåsa som fylls med gas utsöndrad av ett av djuren och som sticker upp ovan vattenytan och fungerar som ett segel. "Seglet" kan tömmas, för att undkomma angripare, så att blåsmaneten sjunker. Gasblåsan kan hos den atlantiska varianten bli upp till 30 centimeter lång, och innehåller huvudsakligen kvävgas och kolmonoxid men även en mindre del argon. I fuktiga omgivningar kan nässelcellerna reagera lång tid efter att djuret är synligt dött.

## Bildgalleri

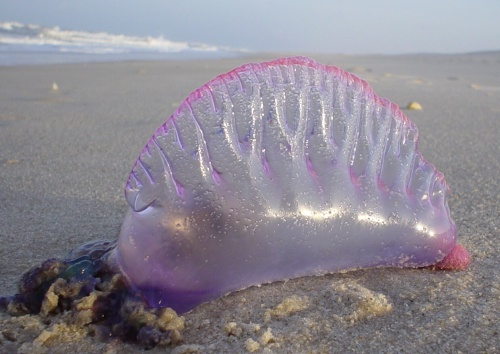
Blåsmanet som spolats upp på land.
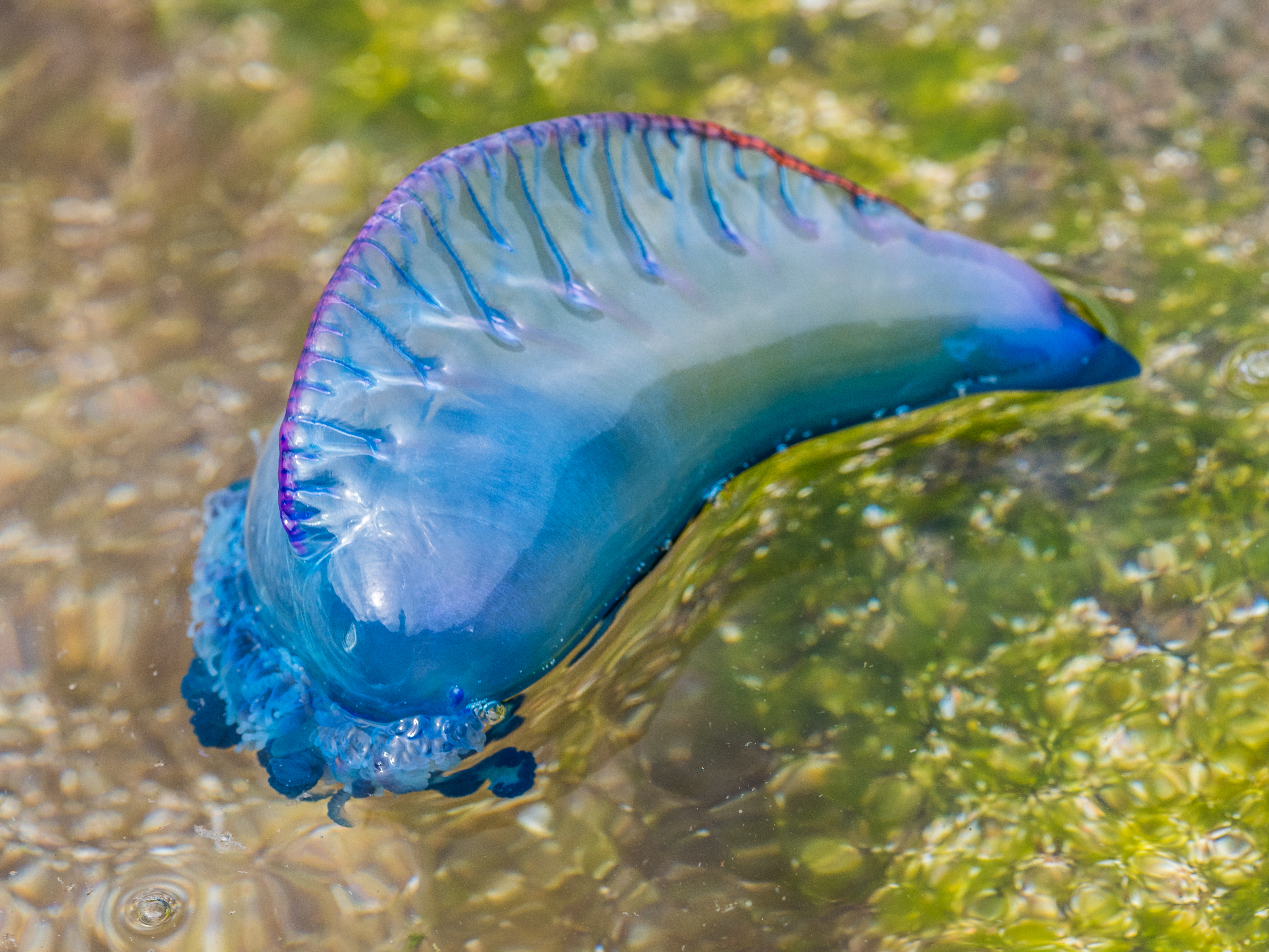
Blåsmanet på grunt vatten.